# The Grandest of Them All
The Grandest of Them All ist das erste Studioalbum des US-amerikanischen Rappers Grandmaster Caz. Es wurde 1992 über das Label Tuff City veröffentlicht und enthält 10 Lieder und wurde von The Mighty Maestro produziert.

## Cover
Das Cover erinnert stark an das Gemälde Die Erschaffung Adams von Michelangelo. Jedoch ist Grandmaster Caz an Adams Stelle zu sehen. Er trägt eine schwarze Kappe, eine schwarze Sonnenbrille und hat zwei Ketten um den Hals, von denen eine den Kontinent Afrika in den Farben der UNIA, einer panafrikanistischen Organisation, darstellt. Auf dem Bild ist, in Terrakotta-Farben, oben „GRANDMASTER CAZ“ und unten der Albumtitel in gelb zu lesen, beides in einer Schrift, die an die Schrift der Schwabacher erinnert.

## Titelliste
| #   | Titel                                               | Länge |
| --- | --------------------------------------------------- | ----- |
| 1.  | The Grandest of Them All                            | 2:09  |
| 2.  | I’m a Legend                                        | 3:21  |
| 3.  | The Hitman                                          | 3:41  |
| 4.  | Star Search                                         | 4:05  |
| 5.  | Ain’t Nothin’ Changed (But the Weather)             | 4:30  |
| 6.  | Ducksauce                                           | 2:48  |
| 7.  | I Do Work                                           | 3:51  |
| 8.  | The Old School                                      | 5:30  |
| 9.  | Need to Know the Flavor                             | 5:18  |
| 10. | To All the Party People (feat. Prince Whipper Whip) | 7:16  |

## Kritik
| Professionelle Bewertungen | Professionelle Bewertungen |
| -------------------------- | -------------------------- |
| Kritiken                   |                            |
| Quelle                     | Bewertung                  |
| Allmusic                   | [ 1 ]                      |

Alex Henderson von Allmusic schrieb, dass man als Rapper ein großes Ego besitzen muss, wenn man sein Album The Grandest of Them All und ein Song davon als I’m a Legend bezeichnet, doch in Grandmaster Caz’ Fall treffe dies tatsächlich zu – er sei eine Legende. Das Album klinge „nicht ganz so alt“, wie einige vielleicht annehmen würden. Caz mache keinen Hehl aus seinem „Old-School-Erbe“, das Album sei voller Bezüge zu den Anfangstagen des Hip-Hop. Auch wenn Caz versuche, seinen „Rap-Style“ dem Zeitgeist anzupassen, klinge er immer noch wie ein Produkt der „Old-School-Ära“, dies sei aber nicht negativ gemeint. The Grandest of Them All sei zwar nicht Grandmaster Caz’ bestes Werk, dennoch bezeichnete Henderson das Album abschließend als „anständig“ und „respektabel“. Caz beweise, dass er noch ein paar „Tricks auf Lager“ habe.